# Schoharie (Nueva York)
Schoharie es un pueblo ubicado en el condado de Schoharie en el estado estadounidense de Nueva York. En el año 2000 tenía una población de 3,299 habitantes y una densidad poblacional de 43 personas por km².

## Geografía
Schoharie se encuentra ubicado en las coordenadas 42°40′44″N 74°18′44″O / 42.67889, -74.31222.

## Demografía
Según la Oficina del Censo en 2000 los ingresos medios por hogar en la localidad eran de $38,576, y los ingresos medios por familia eran $50,000. Los hombres tenían unos ingresos medios de $31,737 frente a los $25,603 para las mujeres. La renta per cápita para la localidad era de $129,676. Alrededor del 6.1% de la población estaban por debajo del umbral de pobreza.